# 雙胞胎與青梅竹馬的四人命案
《雙胞胎與青梅竹馬的四人命案》（日语：双子と幼なじみの四人殺し）是日本作家森田陽一所寫的輕小說。插畫由saitom負責。2011年獲得SB創意舉辦的第三屆GA文庫大賞獎勵賞，同年12月於GA文庫出版發行。

## 剧情简介
高中生菱川迷悟正与双胞胎的少女——新山一缕和新山朽缕同居，在他们美少女双胞胎的玩弄之下过着日常生活。但是有一日，三人遭遇了跳楼自杀的现场，同时一缕又号称看到了屋顶的犯人。 出于强烈正义感的迷悟，无法坐视不顾。学校的偶像，周边贩卖，以及赌上交往权的决斗等等爱憎交错的事件究竟何去何从？

## 登場人物
菱川 迷悟
本作男主角，與新山家雙胞胎姐妹同居。
新山 一縷
本作女主角之一，雙胞胎的姊姊，擁有巨乳，喜歡穿人字拖，對棒球有興趣。
新山 朽縷
本作女主角之一，雙胞胎的妹妹，也擁有巨乳，为了与姐姐区分开来而将長髮綁成馬尾。
胡桃澤 美貴
一缕的同班同学，和清水彦是青梅竹马的关系，对清水彦有好感，因清水的建议而开始在学校贩卖自己的周边。
单亲家庭，经由父亲抚养长大。
三川 美美
保健室的值日老师，性格散漫，以取乐作为行事的准则。
在大学时没有上过课，但因期末成绩过关所以成功毕业。
调查过迷悟与双胞胎姐妹的过往。
菱川 一途
宇田 川
千岁 泉
田口 因圃
卫生股长。
戴着黑框眼镜，身高约有一百八十公分，体型看来相当瘦弱，头发因有点自然卷而显得发量很多。

## 輕小說
| 集數 | 日版副標題 | 中文版副標題                 | 出版日期       | ISBN                   | 出版日期       | ISBN                   |
| 集數 | 日版副標題 | 中文版副標題                 | SB創意         | SB創意                 | 尖端出版       | 尖端出版               |
| ---- | ---------- | ---------------------------- | -------------- | ---------------------- | -------------- | ---------------------- |
| 1    |            | 雙胞胎與青梅竹馬的四人命案 1 | 2011年12月15日 | ISBN 978-4-7973-6739-3 | 2013年7月12日  | ISBN 978-957-10-5295-3 |
| 2    |            | 雙胞胎與青梅竹馬的四人命案 2 | 2012年3月15日  | ISBN 978-4-7973-6893-2 | 2013年10月18日 | ISBN 978-957-10-5374-5 |
| 3    |            | 雙胞胎與青梅竹馬的四人命案 3 | 2012年8月11日  | ISBN 978-4-7973-6927-4 | 2014年1月17日  | ISBN 978-957-10-5479-7 |
| 4    |            | 雙胞胎與青梅竹馬的四人命案 4 | 2013年1月15日  | ISBN 978-4-7973-7286-1 | 2014年5月12日  | ISBN 978-957-10-5568-8 |